# Acadèmia Pontifícia de Sant Tomàs d'Aquino

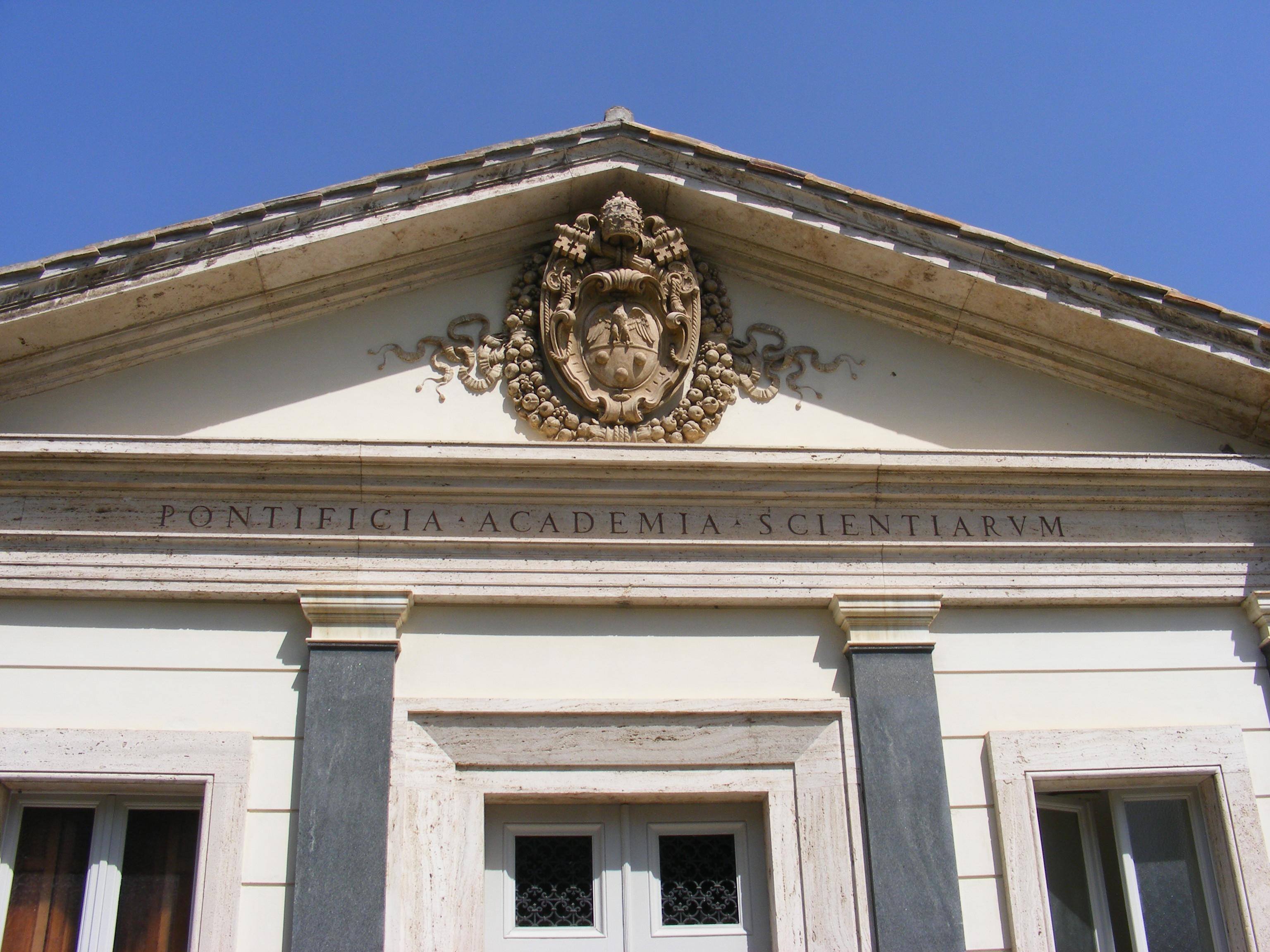

La Pontifícia Acadèmia de Sant Tomás d'Aquino (PAST) (nom original en llatí, segons l'article #1 dels seus estatuts: Pontifícia Acadèmia Sancti Thomae Aquinatis) va ser establerta el 15 d'octubre 1879, tres mesos després de la publicació de l'encíclica Aeterni Patris, del 4 d'agost de 1879, pel Papa Lleó XIII qui va nomenar a dos presidents, el seu germà Giuseppe Pecci (1879-1890) i Tommaso Maria Zigliara, professor de teologia en el Col·legi de Sant Tomás, la futura Universitat Pontifícia de Sant Tomás d'Aquino, Angelicum.
L'acadèmia és una de les Acadèmies Pontifícies situades al Vaticà, a Roma.

## Història
L'acadèmia va ser fundada amb trenta membres: deu de Roma, deu de la resta d'Itàlia i deu d'altres països. L'acadèmia va ser una de diverses fundacions tomistes en llocs com Bologna, Friburg (Suïssa), París i Lowden. A continuació, l'Acadèmia va ser confirmada per Pío X amb la seva carta apostòlica del 23 de gener 1904 i ampliada per Benet XV el 31 de desembre de 1914. Joan Pau II va reformar l'Acadèmia el 28 de gener de 1999 amb la seva carta apostòlica Munera Inter Academiarium, publicada poc després de la seva encíclica Fides et Ràtio.
L'Acadèmia té la seu temporal en el Casina Pío IV a la Ciutat del Vaticà. Els seus objectius, com s'indica en Anuari de l'Acadèmia (impressió de 2007), són els següents:
- Dur a terme la recerca, explicar i difondre l'ensenyament de Sant Tomás d'Aquino
- Proposar Sant Tomás d'Aquino com a model cristiana mestre, cercador de la veritat, amant del ben i estudiós de totes les ciències
- Tenir al servei de tot l'ensenyament de Sant Tomás d'Aquino en l'acord de la tradició cristiana i el magisteri de l'Església, especialment pel que fa a l'establert a les encícliques Aeterni Patris i Fides et Ràtio
- Explicar, en la mesura del possible, el misteri de la fe i les connexions analògiques entre els articles interns de la fe d'acord amb el pensament de Sant Tomás d'Aquino; honrar, amb això, al mateix temps, el seu títol, Doctor Communis
- Fomentar la interacció entre la fe i la raó, i fomentar l'increment del diàleg entre les ciències, filosofia i teologia
- Cooperar amb els membres d'altres acadèmies en un esperit d'amistat per promoure la filosofia i la teologia cristianes
- Estimular la interacció internacional entre els estudiosos de Sant Tomás d'Aquino i la seva obra
- Difondre el paper del pensament tomista en la societat
- Promoure l'educació en els estudis tomistes i la comprensió del públic de les idees de Sant Tomás d'Aquino
- Fomentar la recerca sobre l'obra i el pensament de Sant Tomás d'Aquino.

L'actual president de la PAST és Mons. Lluís Clavell de l'Opus Dei, qui va substituir al juny de 2009, al Reverend Pare Edward Kaczyński, OP. L'actual secretari és el bisbe Marcelo Sánchez Sorondo.
Fins a 1965 la presidència de la PAST es va dur a terme mitjançant un grup de cardenals. El Papa Pau VI va nomenar al primer cardenal com a president de la PAST, el cardenal Michael Browne, OP. Després de la seva mort en 1971, la presidència va quedar vacant fins al nomenament del cardenal Mario Luigi Ciappi, OP el 1979. Després de la seva mort en 1996, la PAST es va reformar. El càrrec de president ja no seria atorgat a un cardenal i el seu nomenament seria per un període de cinc anys. Abelardo Lobato, OP, professor de filosofia en el Col·legi de Sant Tomás, futura Universitat Pontifícia de Sant Tomás d'Aquino, Angelicum, va ser president de 1999 a 2005.

## Membres actuals (2011)
- Jan Aertsen
- Enrico Berti
- Maurici Beuchot Puente O.P.
- Inos Biffi
- Serge-Thomas Bonino O.P.
- Stephen L. Brock
- Jean-Louis Bruguès O.P.
- Rafael Tomás Caldera
- Angelo Campodonico
- Romanus Cessario O.P.
- Lluís Clavell
- Andrea Dalledonne
- Lawrence Dewan O.P.
- Joseph Augustine di Noia O.P.
- María Celestina Donadío Maggi de Gandolfi
- Jude Patrick Dougherty
- Ricardo A. Ferrara
- Kevin Flannery S.J.
- Yves Floucat
- Eudald Forment
- Umberto Galeazzi
- Luz García Alonso
- Wojciech Giertych O.P.
- F. Russell Hittinger
- Reinhard Huetter
- Ruedi Imbach
- José A.Esquerre Labeaga
- Edward Kaczyński O.P.
- Antonio Livi
- Alejandro Pla
- Mauro Mantovani S.D.B.
- Enrique Martínez
- Fernando Moreno
- Charles Morerod O.P.
- John O'Callaghan
- Michael Pakaluk
- Mario Pangallo
- Günther Pöltner
- Pasquale Porro
- Vittorio Possenti
- Pedro Rodríguez
- Mario Enrique Sacchi
- Marcelo Sánchez Sorondo
- Horst Seidl
- Carlos Steel
- Giuseppe Tanzella Nitti
- Lucca Tuninetti
- Georg Wieland
- Robert Wielockx
- John Wippel